# オリンピック・ムーブメント
オリンピック・ムーブメント（Olympic Movement）は、スポーツを通じて、友情、連帯、フェアプレーの精神を培い相互に理解し合うことにより世界の人々が手をつなぎ、世界平和を目指す運動。

## 目的
「オリンピズムとその諸価値に従いスポーツを実践することを通じて若者を教育し、平和でよりよい世界の建設に貢献することである」とオリンピック憲章の第1章に規定されている。
オリンピックのモットーとしては長らく『より速く、より高く、より強く』（ラテン語: Citius, Altius, Fortius、英語: Faster, Higher, Stronger）という三語法が知られており、1996年版オリンピック憲章の14項には既に書かれていた。2011年7月8日から有効となったオリンピック憲章には第1章10項に書かれている。
2021年7月20日に開催された国際オリンピック委員会(IOC)第138次総会においてこのモットーに『一緒に』を加えることが承認された。2021年8月8日から有効となったオリンピック憲章第1章10項には『より速く、より高く、より強く、一緒に』（ラテン語: Citius, Altius, Fortius – Communiter、英語: Faster, Higher, Stronger - Together）と書かれている。
オリンピックエンブレムなどオリンピック・デジグネーションについては、第1章の14.に書かれている。

## 構成要素
オリンピック・ムーブメントの3つの構成要素
- 国際オリンピック委員会 (IOC)
- 国際競技連盟 (IF)
- 国内オリンピック委員会 (NOC)

「オリンピック・ムーブメントにいかなる形で属する何人もどの団体もオリンピック憲章の条文に拘束され、かつIOCの決定に従わなければならない」とオリンピック憲章に規定されている。